# Amha Selassie
Amha Selassie, původním jménem Asfa Wossen Tafari (27. července 1916 Harar – 17. února 1997 McLean) byl příslušník etiopské panovnické rodiny, nejstarší syn císaře Haileho Selassieho I. Po nástupu otce na trůn v roce 1930 se stal korunním princem a místodržitelem provincie Wollo s titulem meridazmač. V prosinci 1960 využil generál Mengistu Newaj císařovy nepřítomnosti v zemi k pokusu o vojenský převrat a donutil Asfu Wossena přečíst v rozhlase prohlášení, že se po svém otci ujímá vlády. Poté, co došlo k obnovení pořádku, se princ omluvil a dokázal, že jednal pod nátlakem, proto se ho nedotkly následné brutální represe vůči pučistům, ztratil však důvěru a byl držen stranou od vládních záležitostí. V roce 1973 ho postihla cévní mozková příhoda a odjel do Švýcarska na léčení. V září 1974 došlo k dalšímu, tentokrát úspěšnému převratu, po kterém byl Haile Selassie I. sesazen a vládnoucí vojenský výbor Derg postavil populárního Asfu Wossena s pověstí reformátora do čela země (byl označován jako král, protože titul císaře („krále králů“) revolucionáři zrušili). Korunní princ se však od této akce distancoval a nepřijel do Etiopie, aby se ujal vlády, jeho formální panování bylo ukončeno vyhlášením republiky 21. března 1975. V roce 1989 se prohlásil etiopským císařem v exilu pod jménem Amha Selassie I., žil v Anglii a USA, kde roku 1997 zemřel a byl pohřben v katedrále Nejsvětější Trojice v Addis Abebě. Jeho nástupcem se stal jediný syn Zera Jakob.